# À Travers les Murs
 (mai 2024).

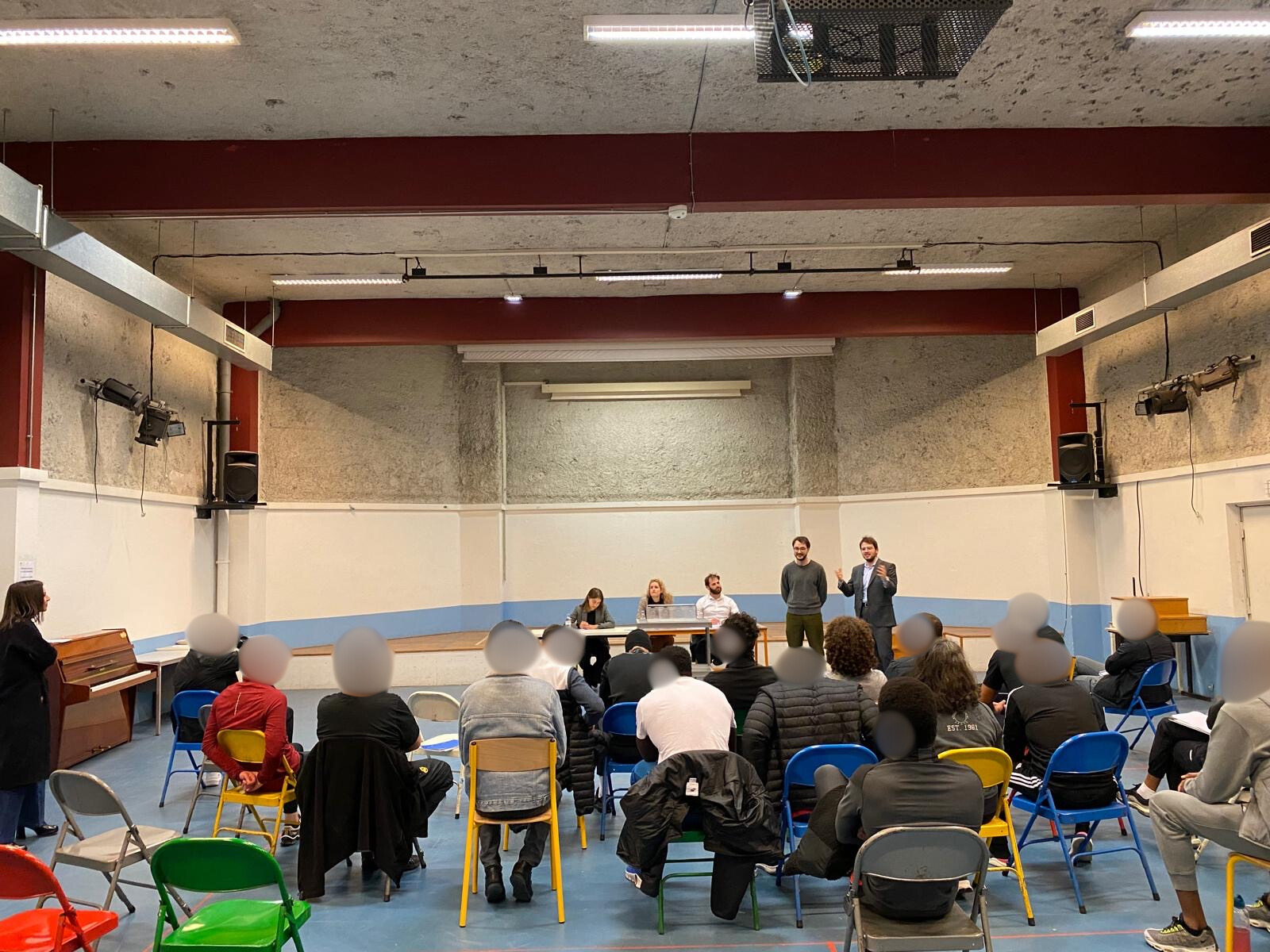
Photographie floutée du concours d'éloges organisé par l'association à la prison de Nanterre

À Travers les Murs est une association française dispensant des cours d'éloquence en milieu carcéral.   
Fondée en 2020 par des étudiants en droit de l'Université Paris 1 Panthéon-Sorbonne habitués des concours d'éloquence, elle intervient régulièrement au sein du centre pénitentiaire de Nanterre-Hauts-de-Seine situé à Nanterre.
Les bénévoles de l'association accompagnent les détenus dans leur réinsertion sociale et professionnelle en travaillant sur leur expression orale, notamment dans le domaine judiciaire et en effectuant des simulations d'entretien d'embauche.
Leur but est ainsi de lutter contre la récidive et favoriser l'expression orale des personnes incarcérées.
À l'été 2023, l'association participe à l'édition de Concertina, Rencontres estivales autour des enfermements sur le thème du silence et sous la présidence de Françoise Tulkens.
En 2025, l'association est lauréate du Prix Olivier Cousi, organisé chaque année par le Barreau de Paris pour mettre en lumière une initiative visant à la promotion et à la défense du droit. 
Par souci d'être un soutien et non un coût aux politiques publiques de réinsertion, l'association ne reçoit pas de financement provenant du Ministère de la Justice.